# 솜미디어
솜미디어(영어: SOM Media)는 2007년 설립된 교육 기업이다. 한국사능력검정시험, 체육지도자필기검정시험, 기술신용평가사 자격시험, G-TELP Jr. 등을 시행 및 위탁 운영한다.

## 연혁

### 2017년
- G-TELP Jr. 위탁운영사업 업무협약 체결(12월)
- 체육지도자 필기검정 고사관리 위수탁 공개입찰 계약 체결(3회)
- 건강운동관리사 실기 및 구술검정 위수탁 공개입찰 계약 체결(1회)
- 기술신용평가사 자격시험 관리 위탁 용역 체결

### 2016년
- 체육지도자 필기검정 고사관리 위수탁 공개입찰 계약 체결(3회)
- 건강운동관리사 실기 및 구술검정 위수탁 공개입찰 계약 체결(1회)
- 기술신용평가사 자격시험 관리 위탁 용역 체결

### 2014~2015년
- 한국사능력검정시험 시행운영 용역 공개 입찰 계약 체결(22회~29회)